# Серхат Тутумлуер
Серхат Тутумлуер (тур. Serhat Tutumluer; 29 червня 1972 року; Ескішехір) — турецький актор. 

## Біографія
Серхат Тутумлуер народився 29 червня 1972 року в місті Ескішехір.
У 1989 році він став студентом в Стамбульському університеті на факультеті соціології. Після цього він закінчив Державну театральну Консерваторію в Анкарі.
У 1995–1997 — актор Державного театру Анкари.

## Фільмографія
| Кіно     | Кіно                                    | Кіно    | Кіно     |
| Рік      | Назва                                   | Роль    | Примітки |
| -------- | --------------------------------------- | ------- | -------- |
| 2006 рік | Cenneti Beklerken / Край неба           | Ефлатун |          |
| 2008 рік | Devrim Arabalari / Автомобілі Революції | Ісмет   |          |
| 2009 рік | Kiskanmak / Заздрість                   | Халіт   |          |
| 2012 рік | Yeralti / Підземний                     | Кеват   |          |

| Серіал         | Серіал                                                   | Серіал               | Серіал   |
| Рік            | Назва                                                    | Роль                 | Примітки |
| -------------- | -------------------------------------------------------- | -------------------- | -------- |
| 2016 рік       | Oyunbozan / Псує гру                                     | Махір                |          |
| 2016- 2018 рік | Vatanım Sensin / Ти моя Батьківщина                      | Костас               |          |
| 2016-2018 рік  | Bir Umut Yeter / Досить однієї надії                     | Кенан                |          |
| 2019 рік       | Hercai / Вітер кохання                                   | Хазар Шадоглу        |          |
| 2022 рік       | Alparslan: Büyük Selçuklu / Альпарслан: Великі Сельджуки | Текфур Григор Гранос |          |
| 2023 рік       | Kirli Sepeti / Брудний кошик                             | Йилмаз Йилдирим      |          |